# Collège d'État Evergreen
Pour les articles homonymes, voir Evergreen.
Le collège d'État Evergreen (en anglais : Evergreen State College) est une université d'arts libéraux située à Olympia dans l'État de Washington.
Elle est en particulier connue pour avoir été le théâtre d'affrontements au printemps 2017, liés à des initiatives de discrimination positive et au mouvement antiraciste. Cette affaire entraîne une large couverture médiatique, généralement très négative, la mise en avant médiatique d'un des professeurs, Bret Weinstein, et une importante baisse des inscriptions pour l'université.

## Histoire et particularités
Fondée en 1967, cette université a la particularité d'avoir recours à une évaluation narrative, les élèves étant dispensés de notes. L'apprentissage est organisé sous forme interdisciplinaire.
En 1999, Mumia Abu-Jamal, journaliste, écrivain et militant afro-américain qui avait été condamné pour le meurtre d'un policier de Philadelphie malgré un manque potentiel de preuves et une vaste mobilisation internationale, est invité à prononcer un discours à l'intention des étudiants. L'événement avait suscité « l'indignation et les protestations de policiers, de procureurs et de la famille de Faulkner », le policier décédé.
Le campus de l'université mesure 4,047 km2 et accueille environ 3 000 étudiants.

## Manifestations de 2017

### Day of Absence
Dès les années 1970 se développe le Day of Absence, inspiré de la pièce éponyme de Douglas Turner Ward : jusqu'en 2017, durant toute une journée du mois d'avril, les membres du corps professoral et les étudiants issus de minorités ethniques restent volontairement à l'extérieur du campus pour sensibiliser le public aux contributions des minorités et pour discuter de questions raciales. Ils se rendent généralement à une conférence organisée en dehors du campus, tandis que les élèves blancs passent la journée sur le campus pour participer à des conférences et ateliers sur le thème des discriminations raciales. 
Depuis 1992, le jour d'absence est suivi du jour de présence, qui voit la communauté universitaire se réunir, avec un spectacle, une conférence et une soirée festive.

### Changement de direction en 2015
En mai 2015, non loin du campus d'Olympia, deux policiers tirent sur « deux jeunes frères afro-américains » qui ont volé de la bière dans une épicerie et agressé un policier avec une planche à roulettes. L'un est paralysé à vie et tous deux sont condamnés à une peine d'emprisonnement. Le policier est exonéré des poursuites. Après ces événements, quelques manifestations de Black Lives Matter ont lieu sur le campus.
Le nouveau président de l'université, George Sumner Bridges (en), prend ses fonctions en 2015. Les actions mises en place à la rentrée 2016 incluent une formation obligatoire à la diversité pour les enseignants, un rapport annuel sur les inégalités au sein de l'établissement, et la création d'un poste à plein temps d'equity officer (« préposé à l'équité »). D'après la Tribune de Genève, qui base ses écrits sur une vidéo francophone publiée sur Youtube, le système dégénère lorsqu'il prend ses fonctions en 2015 et décide « d'attribuer un nouveau comité d'éthique chargé de veiller à ce que l'équité soit respectée dans le campus, notamment en matière de discrimination raciale, de genre ou d'identité sexuelle » : « ayant reçu les pleins pouvoir [sic] de la direction, ce nouvel ordre moral a dicté une idéologie autoproclamée antiraciste, dérivant de la théorie de l'intersectionnalité, faisant régner la terreur pour toute personne cherchant à contredire la manière de veiller à l'équité ».
Le plan suggère que les enseignants doivent être capables de diffuser des valeurs inclusives dans leur classe, et que cela peut devenir un critère d'embauche[réf. à confirmer].
Dans le cadre de ce nouveau plan, les organisateurs du Day of Absence annoncent que l'événement pour les élèves « racisés » sera tenu sur le campus, tandis que celui pour les élèves blancs sera organisé en dehors du campus, inversant la structure habituelle de la journée. L'annonce dans le journal des étudiants affirme que toute personne peut décider d'où elle souhaite se rendre et des événements auxquels elle souhaite participer, comme chaque année, répétant que la séparation des élèves est sur une base volontaire. La volonté derrière cette inversion est d'insister sur le fait que les étudiants étrangers ou enfants d'immigrés ont leur place sur le campus : la décision est prise après l'élection de Donald Trump. Cependant, le départ volontaire est remis en cause : dans des notes de réunion, il est écrit que quinze à dix-sept professeurs se sont engagés à faire participer leurs étudiants à l'événement.
Peu après la publication du plan, Bret Weinstein, professeur de biologie dans l'établissement, juif, démocrate, soutien de Bernie Sanders et du mouvement Occupy Wall Street, envoie de nombreux emails dans une liste de diffusion réservée à la faculté et aux étudiants employés par la faculté, affirmant que la stratégie va handicaper la « majorité silencieuse » des professeurs. Il se concentre en particulier sur un événement, le Day of Absence. Bret Weinstein déclare dans une lettre du 15 mars 2017 que ce changement est discriminatoire pour les personnes blanches et qu'il s'agit d'un acte de racisme antiblanc. Selon trois professeurs d'Evergreen ayant pris position dans le débat, Bret Weinstein aurait été invité par le directeur des services de conseil multiculturel des Premières Nations d’Evergreen à discuter du but du Day of Absence et à préciser son objectif, mais aurait refusé de s'y rendre.

### Les manifestations de mai 2017
Le 14 mai 2017, un étudiant appelle la police d'Evergreen après une confrontation avec deux étudiants noirs qui l'ont accusé de racisme sur Internet puis avec qui il a eu une altercation en personne : il affirme se sentir en danger. Les deux étudiants, Timeko Williams Jr et un autre dont on ne connaît que le prénom, Jamil, sont arrêtés par la police à 23 heures et détenus en garde à vue jusqu'à deux heures du matin le lendemain,,.
Dans les jours qui suivent cette garde à vue, des étudiants d'Evergreen manifestent régulièrement sur le campus,, estimant l'arrestation abusive et le traitement des deux étudiants inacceptable - on leur a interdit d'aller aux toilettes ou de boire un verre d'eau. Cette arrestation vient s'ajouter à, selon les manifestants, de longues récriminations des étudiants envers l'incurie de l'administration pour résoudre les problèmes de racisme à Evergreen,. Les manifestants demandent que soient rapidement prises des mesures visant à réformer la police du campus, ainsi qu'à réellement prendre en compte les inégalités raciales et les besoins des personnes noires et natives américaines[pas clair],. 
Le 23 mai 2017, une nouvelle manifestation d'une cinquantaine d'étudiants a lieu et vise cette fois-ci à confronter Weinstein pour ses emails de mars considérés comme racistes ainsi que, selon The Cooper Point Journal, revue publiée par les étudiants d'Evergreen State College, pour son opposition répétée aux initiatives mises en place par le Conseil pour l'Égalité d'Evergreen en vue de répondre aux inquiétudes des étudiants noirs et natifs américains. Weinstein est pris à partie par les étudiants qui lui rappellent ses emails et son comportement,. La situation commence à dégénérer à l'arrivée de la police ; les étudiants affirmeront que c'est parce qu'ils croyaient que les policiers avaient été appelés par Weinstein lui-même. L'après-midi, une discussion entre les étudiants d'Evergreen et l'administration et certains professeurs est organisée; des étudiants demandent que Weinstein soit suspendu. 
Le lendemain, 24 mai, une grande journée de manifestation et d'occupation des locaux est organisée. Les demandes étudiantes concernent principalement des changements rapides dans « la façon dont les besoins des élèves noirs et natifs américains sont pris en compte par l'administration d'Evergreen ». Par ailleurs, la demande de suspension de Weinstein est finalement supprimée par les organisateurs. Le 26 mai, l'administration affirme qu'elle ne renverra pas Weinstein, mais qu'elle mettra en place les initiatives anti-racistes plus rapidement que prévu au sein de l'université, à commencer par les formations obligatoires des professeurs aux enjeux de diversité. Les étudiants obtiennent cependant le désarmement de la police du campus.
Le soir même, Bret Weinstein est interviewé par Tucker Carlson sur Fox News Channel, où il ne corrige pas le présentateur quand ce dernier affirme que les étudiants blancs ont tous été interdits d'entrée sur le campus. Selon Noah Berlatsky, l'attitude de Weinstein durant cette interview laisse à penser que les manifestations ont été organisées uniquement en réponse à son email envoyé deux mois plus tôt. Le 30 mai 2017, Weinstein écrit un article au titre alarmiste pour le Wall Street Journal, dans lequel il donne sa version des faits, depuis les échanges de mails de mars jusqu'à la fin mai. Ces prises de positions médiatiques font connaître les événements d'Evergreen dans tout le pays et attirent l'attention de militants d'extrême droite qui n'hésitent pas à venir sur le campus et à menacer les étudiants. Plus tard, 90 collègues de Weinstein écriront une lettre à l'administration demandant une enquête formelle contre lui, estimant qu'il a mis le campus en danger en intervenant sur Fox News, un média qu'ils jugent conservateur.
Début 2018, Evergreen sera classée parmi les pires universités du pays en ce qui concerne la liberté d'expression par The Stranger (hebdomadaire culturel de Seattle).

### Arrivée de l'extrême droite sur le campus
Le 31 mai 2017, le dirigeant de Patriot Prayer, un groupe militant de l'alt-right, promet de défendre Bret Weinstein contre l'université Evergreen dans le cadre de ce qu'il qualifie d'anti liberté d'expression. Le lendemain, l'université reçoit un appel anonyme annonçant une tuerie en milieu scolaire et le FBI évacue le campus pendant deux jours. Le troisième jour, l'administration reçoit des nouvelles menaces et choisit d'arrêter tous les cours. Les étudiants vivant dans les dortoirs du campus se regroupent et s'arment de battes de baseball pour répondre à une potentielle agression alors que des meneurs crient des insultes racistes derrière leurs fenêtres. Ils prennent une photo de groupe, souriants, leurs battes à la main, qui est rapidement reprise par les médias d'extrême-droite ; Weinstein tweete la photo en ajoutant que plusieurs personnes conservatrices ont été agressées, ce qui n'est corroboré par aucune autre source. Un groupe nazi Atomwaffen Division avait placé des affiches autour d'Evergreen la semaine précédente. Il s'avère plus tard que l'appel anonyme vient d'un homme du New Jersey, qui n'avait aucune intention de passer à l'action : il est accusé de menaces terroristes et de fausses alarmes publiques,.
Le 15 juin, Patriot Prayer organise sa manifestation : le campus ferme à nouveau, les bâtiments sont verrouillés et le personnel est libéré plus tôt. La manifestation attire « un groupe de 60 ou 70 personnes de droite », dont quelques anciens étudiants de l'université qui soutiennent Weinstein, tandis que 200 membres du campus et des sympathisants de la communauté Olympia qui portaient des banderoles contre le fascisme et soutenaient « Community Love », un slogan des récentes protestations des étudiants en couleurs, leur font face. Les policiers de l'État de Washington séparent les deux camps avec des barrières en métal. À la fin de la journée, les manifestations se sont déroulées sans heurts, avec une personne arrêtée seulement,. 
Le 22 juin, le journaliste conservateur Milo Yiannopoulos publie une vidéo dans laquelle il divulgue « les coordonnées » d'une enseignante noire de l'université.
Les manifestations étudiantes de fin mai et juin 2017 ont perturbé le campus et ont appelé à un certain nombre de modifications de l'université. Weinstein ayant été informé que la police du campus ne pouvait pas le protéger et ayant été encouragé à ne pas être sur le campus, poursuit son cours de biologie dans un parc public[réf. souhaitée].
Weinstein et son épouse, la professeure Heather Heying, exigent 3,8 millions de dollars de dédommagement de la part de l'université pour ne pas avoir « protégé [ses] employés contre l'hostilité répétée et corrosive, verbale et écrite, fondée sur la race, ainsi que sur des menaces de violence physique ». Ils obtiennent 500 000 dollars en tout, soit deux ans de salaire chacun. Deux mois plus tard, Naima Lowe, l'enseignante s'étant le plus exprimée publiquement en faveur des élèves et ayant été la plus harcelée en retour, démissionne à son tour et reçoit 240 000 dollars de la part de l'université. La dirigeante des forces de police du campus démissionne également de son poste, ainsi qu'au moins quatre autres enseignants. 
Deux sénateurs proposent une loi qui retirerait les subventions de l'université en juin 2017. La proposition est rejetée.

### Couverture médiatique
Au départ, la presse généraliste reste très silencieuse sur l'affaire. Puis, dans le New York Times, Bari Weiss rédige la tribune « Quand la gauche se retourne contre les siens », faisant référence aux opinions démocrates de Bret Weinstein : « Faire taire les conservateurs était devenu une habitude. Mais, maintenant, voilà que les militants anti-liberté d’expression tournent leur colère de plus en plus vers les progressistes libéraux ».
Après que ces manifestations ont secoué le campus, les critiques de droite comme de gauche ont qualifié l'Evergreen State College de lieu où une forme extrême de politiquement correct s'était installée.

## Le collège d'État Evergreen après les émeutes
Les manifestations de 2017 ont aggravé le déclin des inscriptions que connaît l'institution depuis une dizaine d'années. La baisse des inscriptions force l'université à amputer son budget annuel de 6 millions de dollars et à augmenter ses frais d'inscription. Les inscriptions baissent de 5 % pour la rentrée 2017 et les prévisions indiquent une baisse de 20 % dans les quelques années qui suivent. Alors que l'université comptait 3 881 étudiants en 2017, ce nombre chute à 3 327 en 2018 puis à 2 854 en 2019.
En juin 2018, Bret Weinstein est invité à témoigner au sujet de la liberté d'expression devant le Congrès. En 2020, il confie : « Ma femme et moi avons vécu une véritable tornade personnelle qui était annonciatrice de la tornade qui a balayé tout le pays. Evergreen est maintenant partout ».
En 2018, Evergreen State College supprime le Day of Absence, mais des étudiants de couleur choisissent d’organiser leur propre événement du même type à la même période de l'année. Ils reçoivent à nouveau des messages haineux et des menaces dans leur formulaire d'inscription à l'événement. L'événement se déroule finalement sans violence.

## Étudiants célèbres
- Dana Simpson, dessinatrice de bande dessinée.
- Matt Groening, caricaturiste, créateur de Life in Hell, The Simpsons, et Futurama.
- Macklemore, rappeur américain.
- Charles Burns, dessinateur de bande dessinée.
- Rachel Corrie, militante propalestinienne morte écrasée par un bulldozer dans la bande de Gaza en 2003.
- Kathleen Hanna du groupe Bikini Kill, fondatrice du mouvement Riot grrrl
- Andrew Mickel (en), militant et journaliste à Indymedia.org condamné à mort pour le meurtre d'un policier californien.
- Justin Solondz et Briana Waters, membres du Earth Liberation Front responsable de l'attentat à la bombe incendiaire à l'Université de Washington[28].